# Fockstenge
Eine Fockstenge, auch Vormarsstenge genannt, ist bei rahgetakelten Segelschiffen der mittlere Teil des Fockmastes. An ihm ist die Vormarsrah befestigt. Bei den Schratsegeln eines Vollschiffes geht von ihm deckwärts das Großstengestagsegel ab sowie aufwärts das Großmittelstagsegel.